# Francia klasszicizmus
A francia klasszicizmus szűk értelmű fogalma a 17. századi, XIV. Lajos uralkodása alatt virágzó irodalom és kis mértékben képzőművészet megnevezése. Franciaországban a barokk ugyanis nem tudott olyan mély gyökeret ereszteni, mint Európa többi részén, például Spanyolországban vagy a Német-Római Birodalom területén. Az angol felvilágosodás eredményei alapján hamar túl is lépte a barokk szűkösnek bizonyuló stílusát. Erre jó példa a versailles-i kastély keleti homlokzata, mely ridegebb alakításával elüt a többi rész pompájától. Az empirizmussal vitázva kibontakozó racionalizmus is nagy hatással volt. Újból felfedezték Arisztotelész Poétikáját, s az abban lefektetett elveket túlhajszolva alakult ki a francia klasszicista dráma esztétikája, ez legfőképp Nicolas Boileau-nak köszönhető.
Az elvek szigorú szabályokba való hajszolásának az lett az eredménye, hogy a dráma annyira kötött szerkezetűvé vált, hogy csak a 18. századi felvilágosodás esztétikája és drámaelmélete buktatta meg, s ez elsősorban Lessingnek és Diderot-nak köszönhető. A francia klasszicizmus többre tartotta a mesteri munkát a költői intuíciónál, ez a képzőművészetben az akadémizmus kialakulásához vezetett. Az akadémizmus legjobb képviselője Nicolas Poussin, a sajátos francia barokk képviselője.
A legfőbb ilyen elv az antikvitásból átvett hármas egység volt, a tér, az idő és a cselekmény egysége. A szabály az volt, hogy a cselekmény egy szálon fusson, 24 órán belül (maximum 36) történjen, és egyetlen helyen játszódjék.
A francia klasszicista dráma alkotta a legmaradandóbbat. Képviselői:
- Racine
- Corneille
- Molière

A színház ebben a korban már közelített a mai színház képéhez. Díszleteket ugyan még nem alkalmaztak és az ókori szereplőket is parókában játszották, de a női szerepeket már nők játszották, s a felvonások között lement a függöny.
A költészetben La Fontaine, a festészetben a már említett Poussin, a szobrászatban Pigalle volt a képviselője.